# Olympische Sommerspiele 1996/Teilnehmer (Italien)
| Gelbes Symbol für Goldmedaillen mit stilisierten Olympischen Ringen | Graues Symbol für Silbermedaillen mit stilisierten Olympischen Ringen | Braundes Symbol für Bronzemedaillen mit stilisierten Olympischen Ringen |
| ------------------------------------------------------------------- | --------------------------------------------------------------------- | ----------------------------------------------------------------------- |
| 13                                                                  | 10                                                                    | 12                                                                      |

Italien nahm bei den Olympischen Sommerspielen 1996 in der US-amerikanischen Metropole Atlanta mit 340 Sportlern, 104 Frauen und 236 Männern, in 172 Wettbewerben in 27 Sportarten teil.
Seit 1896 war es die 22. Teilnahme Italiens bei Olympischen Sommerspielen.

## Flaggenträger
Die Florettfechterin Giovanna Trillini trug die Flagge Italiens während der Eröffnungsfeier am 19. Juli im Centennial Olympic Stadium.

## Medaillengewinner
Mit dreizehn gewonnenen Gold-, zehn Silber- und zwölf Bronzemedaillen belegte das italienische Team Platz 6 im Medaillenspiegel.

### Gold
| Name/n                                                              | Sportart | Wettkampf                           |
| ------------------------------------------------------------------- | -------- | ----------------------------------- |
| Alessandro Puccini                                                  | Fechten  | Herren, Florett, Einzel             |
| Sandro Cuomo, Angelo Mazzoni & Maurizio Randazzo                    | Fechten  | Herren, Degen, Mannschaft           |
| Francesca Bortolozzi-Borella, Giovanna Trillini & Valentina Vezzali | Fechten  | Damen, Florett, Mannschaft          |
| Antonio Rossi                                                       | Kanu     | Herren, Einer-Kajak, 500 Meter      |
| Antonio Rossi & Daniele Scarpa                                      | Kanu     | Herren, Zweier-Kajak, 1000 Meter    |
| Andrea Collinelli                                                   | Radsport | Herren, 4000 Meter Einzelverfolgung |
| Silvio Martinello                                                   | Radsport | Herren, Punktefahren                |
| Antonella Bellutti                                                  | Radsport | Damen, Einzelverfolgung             |
| Paola Pezzo                                                         | Radsport | Damen, Mountainbike, Cross-Country  |
| Agostino Abbagnale & Davide Tizzano                                 | Rudern   | Herren, Doppelzweier                |
| Roberto Di Donna                                                    | Schießen | Herren, Luftpistole                 |
| Ennio Falco                                                         | Schießen | Herren, Skeet                       |
| Jury Chechi                                                         | Turnen   | Herren, Ringe                       |

### Silber
| Name/n | Sportart       | Wettkampf                       |
| --- | -------------- | ------------------------------- |
| Valentina Vezzali | Fechten        | Damen, Florett, Einzel          |
| Margherita Zalaffi, Laura Chiesa & Elisa Uga | Fechten        | Damen, Degen, Mannschaft        |
| Girolamo Giovinazzo | Judo           | Men’s Extra Lightweight (60 kg) |
| Beniamino Bonomi | Kanu           | Herren, Einer-Kajak, 1000 Meter |
| Beniamino Bonomi & Daniele Scarpa | Kanu           | Herren, Zweier-Kajak, 500 Meter |
| Fiona May | Leichtathletik | Damen, Weitsprung               |
| Elisabetta Perrone | Leichtathletik | Damen, 10 km Gehen              |
| Imelda Chiappa | Radsport       | Damen, Straßenrennen            |
| Albano Pera | Schießen       | Herren, Doppel-Trap             |
| Marco Bracci, Lorenzo Bernardi, Vigor Bovolenta, Luca Cantagalli, Andrea Gardini, Andrea Giani, Pasquale Gravina, Marco Meoni, Samuele Papi, Andrea Sartoretti, Paolo Tofoli, Andrea Zorzi | Volleyball     | Herrenturnier                   |

### Bronze
| Name/n | Sportart       | Wettkampf                     |
| --- | -------------- | ----------------------------- |
| Matteo Bisiani, Michele Frangilli, Andrea Parenti | Bogenschießen  | Herren, Mannschaft            |
| Raffaello Caserta, Luigi Tarantino & Tonhi Terenzi | Fechten        | Herren, Säbel, Mannschaft     |
| Giovanna Trillini | Fechten        | Damen, Florett, Einzel        |
| Ylenia Scapin | Judo           | Damen, Halbschwergewicht      |
| Josefa Idem | Kanu           | Damen, Einer-Kajak, 500 Meter |
| Alessandro Lambruschini | Leichtathletik | Herren, 3000 Meter Hindernis  |
| Roberta Brunet | Leichtathletik | Damen, 5000 Meter             |
| Roberto Di Donna | Schießen       | Herren, Freie Pistole         |
| Andrea Benelli | Schießen       | Herren, Skeet                 |
| Emanuele Merisi | Schwimmen      | Herren, 200 Meter Rücken      |
| Alessandra Sensini | Segeln         | Damen, Windsurfen             |
| Alberto Angelini, Francesco Attolico, Fabio Bencivenga, Alessandro Bovo, Alessandro Calcaterra, Roberto Calcaterra, Marco Gerini, Alberto Ghibellini, Luca Giustolisi, Amedeo Pomilio, Francesco Postiglione, Carlo Silipo & Leonardo Sottani | Wasserball     | Herrenturnier                 |

## Teilnehmer nach Sportarten
Die jüngste Teilnehmerin Italiens war Giordana Rocchi, die in der Rhythmischen Sportgymnastik startete, mit 15 Jahren und 297 Tagen, älteste Teilnehmer war der Reiter Fausto Puccini mit 63 Jahren und 265 Tagen.

### Baseball
Herren
Ruggero Bagialemani
Marco Barboni
Fabio Betto
Roberto Cabalisti
Dante Carbini
Luigi Carrozza
Francesco Casolari
Paolo Ceccaroli
Rolando Cretis
Alberto D’Auria
Roberto De Franceschi
Andrea Evangelisti
Massimo Fochi
Pierpaolo Illuminati
Claudio Liverziani
Massimiliano Masin
Paolo Passerini
Davide Rigoli
Marco Ubani
Enrico Vecchi

### Basketball
Damen
Lorenza Arnetoli
Viviana Ballabio
Susanna Bonfiglio
Nicoletta Caselin
Mara Fullin
Valentina Gardellin
Elena Paparazzo
Catarina Pollini
Marta Rezoagli
Novella Schiesaro
Giuseppina Tufano
Stefania Zanussi

### Bogenschießen
| Herren              | Herren            | Herren |
| ------------------- | ----------------- | ------ |
| Matteo Bisiani      | Einzel Mannschaft | Bronze |
| Michele Frangilli   | Einzel Mannschaft | Bronze |
| Andrea Parenti      | Einzel Mannschaft | Bronze |
| Damen               |                   |        |
| Giovanna Aldegani   | Einzel Mannschaft |        |
| Giuseppina Di Blasi | Einzel Mannschaft |        |
| Paola Fantato       | Einzel Mannschaft |        |

### Boxen
- Pietro Aurino
Halbschwergewicht
- Cristian Giantomassi
Fliegengewicht
- Carmine Molaro
Leichtgewicht
- Antonio Perugino
Halbmittelgewicht
- Paolo Vidoz
Superschwergewicht

### Fechten
Herren
| Name                                                              | Wettkampf                  |
| ----------------------------------------------------------------- | -------------------------- |
| Sandro Cuomo                                                      | Degen Einzel               |
| Angelo Mazzoni                                                    | Degen Einzel               |
| Maurizio Randazzo                                                 | Degen Einzel               |
| Marco Arpino                                                      | Florett Einzel             |
| Stefano Cerioni                                                   | Florett Einzel             |
| Alessandro Puccini                                                | Florett Einzel (Gold )     |
| Raffaello Caserta                                                 | Säbel Einzel               |
| Luigi Tarantino                                                   | Säbel Einzel               |
| Tonhi Terenzi                                                     | Säbel Einzel               |
| Sandro Cuomo Angelo Mazzoni Maurizio Randazzo                     | Degen Mannschaft (Gold )   |
| Marco Arpino Stefano Cerioni Alessandro Puccini                   | Florett Mannschaft         |
| Raffaello Caserta Giampiero Pastore Luigi Tarantino Tonhi Terenzi | Säbel Mannschaft (Bronze ) |

Damen
| Name                                                             | Wettkampf                  |
| ---------------------------------------------------------------- | -------------------------- |
| Laura Chiesa                                                     | Degen Einzel               |
| Elisa Uga                                                        | Degen Einzel               |
| Margherita Zalaffi                                               | Degen Einzel               |
| Diana Bianchedi                                                  | Florett Einzel             |
| Giovanna Trillini                                                | Florett Einzel (Bronze )   |
| Valentina Vezzali                                                | Florett Einzel (Silber )   |
| Laura Chiesa Elisa Uga Margherita Zalaffi                        | Degen Mannschaft (Silber ) |
| Francesca Bortolozzi-Borella Giovanna Trillini Valentina Vezzali | Florett Mannschaft (Gold ) |

### Fußball
Herren
- Tor

1 Gianluca Pagliuca
12 Gianluigi Buffon
- Abwehr

2 Christian Panucci (verletzt)
3 Alessandro Nesta
4 Fabio Cannavaro
5 Fabio Galante
6 Salvatore Fresi
13 Alessandro Pistone
19 Luigi Sartor
- Mittelfeld

7 Raffaele Ametrano
8 Massimo Crippa
10 Massimo Brambilla
14 Damiano Tommasi
15 Fabio Pecchia
18 Antonio Bernardini
- Sturm

9 Marco Branca
11 Marco Delvecchio
16 Domenico Morfeo
17 Cristiano Lucarelli
- Ersatzspieler

20 Jonathan Binotto
21 Nicola Amoruso
22 Angelo Pagotto
- Trainer

Cesare Maldini
- Ergebnisse

Vorrunde
 Mexiko: 0:1
 Ghana: 2:3
 Südkorea: 2:1

### Gewichtheben
Herren
- Raffaele Mancino
Mittel-Schwergewicht
- Giovanni Scarantino
Fliegengewicht

### Judo
Herren
- Diego Brambilla
Leichtgewicht
- Francesco Giorgi
Halbleichtgewicht
- Girolamo Giovinazzo
Superleichtgewicht (Silber )
- Luigi Guido
Halbschwergewicht

Damen
- Donata Burgatta
Schwergewicht
- Alessandra Giungi
Halbleichtgewicht
- Emanuela Pierantozzi
Mittelgewicht
- Ylenia Scapin
Halbschwergewicht (Bronze )
- Giovanna Tortora
Superleichtgewicht

### Kanu
Kanurennsport
Herren
- Antonio Rossi
Einer-Kajak, 500 m (Gold )
- Beniamino Bonomi
Einer-Kajak, 1000 m (Silber )
- Beniamino Bonomi & Daniele Scarpa
Zweier-Kajak, 500 m (Silber )
- Antonio Rossi & Daniele Scarpa
Zweier-Kajak, 1000 m (Gold )
- Andrea Covi, Enrico Lupetti, Ivano Lussignoli & Luca Negri
Vierer-Kajak, 1000 Meter
- Domenico Cannone & Antonio Marmorino
Zweier-Canadier, 500 Meter

Damen
- Josefa Idem (Bronze )
Einer-Kajak, 500 m

Kanuslalom
Herren
- Renato De Monti
Einer-Canadier
- Pierpaolo Ferrazzi
Einer-Kajak
- Francesco Stefani
Einer-Canadier

Damen
- Maria Cristina Giai Pron
Einer-Kajak
- Barbara Nadalin
Einer-Kajak

### Leichtathletik
| Disziplin         | Herren                                                                | Damen                                                          |
| ----------------- | --------------------------------------------------------------------- | -------------------------------------------------------------- |
| 100 m             | Ezio Madonia Stefano Tilli                                            |                                                                |
| 200 m             | Sandro Floris                                                         |                                                                |
| 400 m             |                                                                       | Virna De Angeli Patrizia Spuri                                 |
| 800 m             | Andrea Benvenuti Giuseppe D’Urso Andrea Giocondi                      |                                                                |
| 5000 m            | Stefano Baldini Gennaro Di Napoli                                     | Roberta Brunet Silvia Sommaggio                                |
| 10.000 m          | Stefano Baldini                                                       | Maria Guida Silvia Sommaggio                                   |
| 4 × 100 m Staffel | Angelo Cipolloni Sandro Floris Ezio Madonia Giovanni Puggioni         |                                                                |
| 4 × 400 m Staffel | Alessandro Aimar Fabrizio Mori Andrea Nuti Ashraf Saber Marco Vaccari |                                                                |
| Marathon          | Salvatore Bettiol Danilo Goffi Davide Milesi                          | Maria Curatolo Ornella Ferrara Maura Viceconte                 |
| 100 m Hürden      |                                                                       | Carla Tuzzi                                                    |
| 400 m Hürden      | Fabrizio Mori Laurent Ottoz Ashraf Saber                              | Virna De Angeli                                                |
| 3000 m Hindernis  | Angelo Carosi Alessandro Lambruschini (Bronze )                       |                                                                |
| 10 km Gehen       |                                                                       | Rossella Giordano Elisabetta Perrone (Silber ) Annarita Sidoti |
| 20 km Gehen       | Giovanni De Benedictis Michele Didoni Giovanni Perricelli             |                                                                |
| 50 km Gehen       | Giovanni De Benedictis Arturo Di Mezza Giovanni Perricelli            |                                                                |
| Hochsprung        |                                                                       | Antonella Bevilacqua                                           |
| Weitsprung        | Simone Bianchi                                                        | Fiona May (Silber )                                            |
| Dreisprung        |                                                                       | Barbara Lah                                                    |
| Kugelstoßen       | Paolo Dal Soglio Corrado Fantini Giorgio Venturi                      |                                                                |
| Diskuswurf        | Diego Fortuna                                                         | Agnese Maffeis                                                 |
| Hammerwurf        | Loris Paoluzzi Enrico Sgrulletti                                      |                                                                |
| Siebenkampf       |                                                                       | Giuliana Spada                                                 |
| Zehnkampf         | Beniamino Poserina                                                    |                                                                |

### Moderner Fünfkampf
Herren
- Alessandro Conforto
- Fabio Nebuloni
- Cesare Toraldo

### Radsport

#### Straßenrennen
Herren
- Fabio Baldato
Straßenrennen
- Michele Bartoli
Straßenrennen
- Gianluca Capitano
Sprint
- Francesco Casagrande
Straßenrennen; Einzelzeitfahren
- Roberto Chiappa
Sprint
- Mario Cipollini
Straßenrennen
- Maurizio Fondriest
Straßenrennen; Einzelzeitfahren

Damen
- Roberta Bonanomi
Straßenrennen
- Alessandra Cappellotto
Straßenrennen
- Imelda Chiappa
Straßenrennen (Silber ); Einzelzeitfahren

#### Bahn
Herren
- Adler Capelli
Mannschaftsverfolgung
- Gianluca Capitano
1000 Meter Zeitfahren
- Cristiano Citton
Mannschaftsverfolgung
- Andrea Collinelli
Einzelverfolgung (Gold ); Mannschaftsverfolgung
- Silvio Martinello
Punktefahren (Gold )
- Mauro Trentini
Mannschaftsverfolgung

Damen
- Antonella Bellutti
Einerverfolgung (Gold )
- Nada Cristofoli
Punktefahren

#### Mountainbike
Herren
- Luca Bramati
Cross-Country
- Daniele Pontoni
Cross-Country

Damen
- Paola Pezzo
Cross-Country (Gold )
- Annabella Stropparo
Cross-Country

### Reiten
Dressur
- Daria Fantoni
Einzel, Mannschaft
- Paolo Giani Margi
Einzel, Mannschaft
- Pia Laus
Einzel, Mannschaft
- Fausto Puccini
Einzel, Mannschaft

Springen
- Arnaldo Bologni
Einzel, Mannschaft
- Natale Chiaudani
Einzel, Mannschaft
- Jerry Smit
Einzel, Mannschaft
- Valerio Sozzi
Einzel, Mannschaft

Vielseitigkeit
- Roberta Gentini
Einzel
- Ranieri Campello
Mannschaft
- Marco Cappai
Einzel
- Giacomo Della Chiesa
Mannschaft
- Nicola Delli Santi
Mannschaft
- Lara Villata
Mannschaft

### Ringen
Herren
- Francesco Costantino
Halbfliegengewicht, griechisch-römisch
- Giuseppe Giunta
Schwergewicht, griechisch-römisch
- Michele Liuzzi
Bantamgewicht, Freistil
- Giovanni Schillaci
Federgewicht, Freistil

### Rudern
Herren
- Giovanni Calabrese
Einer
- Agostino Abbagnale & Davide Tizzano
Doppelzweier (Gold )
- Walter Bottega & Marco Penna
Zweier ohne Steuermann
- Marco Audisio & Michelangelo Crispi
Leichtgewichts-Doppelzweier
- Riccardo Dei Rossi, Raffaello Leonardo, Valter Molea & Carlo Mornati
Vierer ohne Steuermann
- Alessandro Corona, Rossano Galtarossa, Massimo Paradiso & Alessio Sartori
Doppelvierer
- Carlo Gaddi, Leonardo Pettinari, Andrea Re & Ivano Zasio
Leichtgewichts-Vierer
- Carmine Abbagnale, Roberto Blanda, Lorenzo Carboncini, Patrick Casanova, Vincenzo Di Palma, Roby La Mura, Francesco Mattei, Mattia Trombetta & Franco Zucchi
Achter

Damen
- Marianna Barelli & Erika Bello
Doppelzweier
- Lisa Bertini & Martina Orzan
Leichtgewichts-Doppelzweier

### Schießen
Herren
- Andrea Benelli
Skeet (Bronze )
- Mirco Cenci
Doppel-Trap
- Carlo Colombo
Laufende Scheibe, 10 m
- Roberto Di Donna
Luftpistole 10 m (Gold ), Freie Pistole 50 m (Bronze )
- Vigilio Fait
Luftgewehr 10 m, Freie Pistole 50 m
- Ennio Falco
Skeet (Gold )
- Giovanni Pellielo
Trap
- Albano Pera
Doppel-Trap (Silber )
- Bruno Rossetti
Skeet
- Marcello Tittarelli
Trap
- Marco Venturini
Trap

Damen
- Deborah Gelisio
Luftpistole 10 m, Sportpistole 25 m
- Giovanna Pasello
Luftpistole 10 m, Sportpistole 25 m
- Barbara Stizzoli
Doppel-Trap
- Michela Suppo
Doppel-Trap

### Schwimmen
| Disziplin           | Herren                                                                                      | Damen                                                                |
| ------------------- | ------------------------------------------------------------------------------------------- | -------------------------------------------------------------------- |
| 50 m Freistil       | René Gusperti                                                                               |                                                                      |
| 100 m Freistil      |                                                                                             | Cecilia Vianini                                                      |
| 200 m Freistil      | Massimiliano Rosolino Piermaria Siciliano                                                   |                                                                      |
| 400 m Freistil      | Emiliano Brembilla Massimiliano Rosolino                                                    |                                                                      |
| 1500 m Freistil     | Emiliano Brembilla Marco Formentini                                                         |                                                                      |
| 100 m Rücken        | Emanuele Merisi                                                                             |                                                                      |
| 200 m Rücken        | Mirko Mazzari Emanuele Merisi (Bronze )                                                     | Lorenza Vigarani                                                     |
| 100 m Brust         |                                                                                             | Manuela Dalla Valle                                                  |
| 200 m Brust         |                                                                                             | Manuela Dalla Valle                                                  |
| 100 m Schmetterling | Andrea Oriana                                                                               | Ilaria Tocchini                                                      |
| 200 m Schmetterling | Andrea Oriana                                                                               | Ilaria Tocchini                                                      |
| 200 m Lagen         | Luca Sacchi                                                                                 |                                                                      |
| 400 m Lagen         | Luca Sacchi                                                                                 |                                                                      |
| 4 × 100 m Freistil  |                                                                                             | Manuela Dalla Valle Ilaria Tocchini Cecilia Vianini Lorenza Vigarani |
| 4 × 200 m Freistil  | Emiliano Brembilla Emanuele Idini Emanuele Merisi Massimiliano Rosolino Piermaria Siciliano |                                                                      |

#### Synchronschwimmen
- Giada Ballan, Serena Bianchi, Mara Brunetti, Giovanna Burlando, Manuela Carnini, Brunella Carrafelli, Maurizia Cecconi, Paola Celli, Roberta Farinelli, Letizia Nuzzo
Mannschaft

### Segeln
Herren
- Luca Devoti
Finn-Dinghy
- Andrea Zinali
Windsurfen
- Matteo Ivaldi & Michele Ivaldi
470er

Damen
- Arianna Bogatec
Europe
- Alessandra Sensini
Windsurfen (Bronze )
- Federica Salvà & Manuela Sossi
470er

Offen
- Francesco Bruni
Laser
- Marco Pirinoli & Walter Pirinoli
Tornado
- Enrico Chieffi & Roberto Sinibaldi
Star
- Claudio Celon, Mario Celon & Gianni Torboli
Soling

### Tennis
Herren
- Renzo Furlan
Einzel
- Andrea Gaudenzi
Einzel
- Stefano Pescosolido
Einzel
- Andrea Gaudenzi & Diego Nargiso
Doppel

Damen
- Silvia Farina Elia
Einzel
- Rita Grande
Einzel
- Adriana Serra Zanetti
Einzel
- Silvia Farina Elia & Laura Golarsa
Doppel

### Tischtennis
Damen
- Alessia Arisi
Einzel
- Flyura Bulatova-Abbate
Einzel
- Alessia Arisi & Laura Negrisoli
Doppel

### Turnen
Herren
Einzelmehrkampf und Mannschaftsmehrkampf
- Marcello Barbieri
- Paolo Bucci
- Jury Chechi (Gold  an den Ringen)
- Francesco Colombo
- Roberto Galli
- Sergio Luini
- Boris Preti

Damen
Einzelmehrkampf
- Francesca Morotti
- Giordana Rocchi

#### Rhythmische Sportgymnastik
Einzelmehrkampf
- Irene Germini
- Katia Pietrosanti

Mannschaftsmehrkampf
- Manuela Bocchini
- Valentina Marino
- Sara Papi
- Sara Pinciroli
- Valentina Rovetta
- Nicoletta Tinti

### Volleyball

#### Beach
- Annamaria Solazzi & Consuelo Turetta
Damenturnier
- Andrea Ghiurghi & Nicola Grigolo
Herrenturnier

#### Halle
Herren (Silber )
Lorenzo Bernardi
Vigor Bovolenta
Marco Bracci
Luca Cantagalli
Andrea Gardini
Andrea Giani
Pasquale Gravina
Marco Meoni
Samuele Papi
Andrea Sartoretti
Paolo Tofoli
Andrea Zorzi

### Wasserball
Herren (Bronze )
Alberto Angelini
Francesco Attolico
Fabio Bencivenga
Alessandro Bovo
Alessandro Calcaterra
Roberto Calcaterra
Marco Gerini
Alberto Ghibellini
Luca Giustolisi
Amedeo Pomilio
Francesco Postiglione
Carlo Silipo
Leonardo Sottani

### Wasserspringen
Herren
- Davide Lorenzini
Kunstspringen

Damen
- Francesca D’Oriano
Kunstspringen; Turmspringen